# Хикленд, Кэтрин
Кэтрин Хиклэнд (англ. Catherine Hickland; род. 11 февраля 1956, Форт-Лодердейл, Флорида) — американская актриса

, певица

 и бизнес-леди. Бывшая жена Дэвида Хассельхоффа, встречалась с актёром Рэем Лиотта.

## Биография
Хикленд родилась 11 февраля, 1956 года и выросла в Форт-Лодердейл, штат Флорида, и окончила Fort Lauderdale High School в 1974 году.
Кэтрин на поступить в Университет Florida Atlantic University, но бросила университет после двух лет учёбы и поступила на работу в качестве стюардессы национальной авиакомпании. После шести месяцев работы она сделала рекламный ролик для авиакомпании и уехал в Лос-Анджелес, чтобы учиться актёрскому мастерству.
24 марта 1984 года Кэтрин вышла замуж за Дэвида Хассельхоффа. В 1988 году она получила известность, исполнив роли в двух фильмах — «Военный робот» и «Ведьмовство». 1 марта 1989 года Кэтрин развелась со своим мужем Дэвидом. С 1992 года по 2006 была замужем за актёром Майклом Найтом. В 2001 снималась в одном из эпизодов сериала Закон и порядок: Преступное намерение. В декабре 2008-го американское издательство «Simon & Schuster» выпустило в продажу книгу Кэтрин Хикленд «The 30 Day Heartbreak Cure — A Guide to Getting Over Him and Back Out There One Month From Today». В 2012 году Кэтрин переехала в Лас-Вегас и снова вышла замуж: на этот раз за кинематографиста Тодда Фишера. В декабре 2014 года была выпущена вторая книга Кэтрин Хикленд — «Cat & Fern’s Excellent God Adventure,: Daily Inspirations for 365 Days of Heaven On Earth».